# Koi Tujh Sa Kahan
Koi Tujh Sa Kahan (Urdu: کوئی تجھ سا کہاں, letterlijk te vertalen als wie is er als jij?) is een Pakistaanse film uit 2005, geregisseerd door Reema Khan.

## Verhaal
De film draait om Bela, de dochter van een rijke zakenman die na diens dood zijn fortuin erft. Ze trouwt met Peeru, een man die als ober werkte voor haar vader. Aan het begin van de film vieren ze het succesvolle eerste jaar van hun huwelijk.
Hun leven wordt op zijn kop gezet door een aantal “vrienden van de familie” die bijzonder hebzuchtig en egoïstisch blijken te zijn. Na vele hindernissen te hebben overwonnen slaagt het koppel erin hun leven weer op de rails te krijgen, maar niet zonder de hulp van een bepaald individu.

## Rolverdeling
| Acteur       | Personage  |
| ------------ | ---------- |
| Moammar Rana | Peeru      |
| Reema Khan   | Bela       |
| Veena Malik  | Beena      |
| Bebrik Shah  | Zaviar     |
| Simran       | Sara       |
| Nadeem Baig  | Sir Romeo  |
| Irfan Khusat | Bota Singh |

## Achtergrond
De film is opgenomen op de volgende locaties:
- Bangkok, Thailand
- Kuala Lumpur, Maleisië
- Singapore